# Selbstbindungsstrategien
 Selbstbindungsstrategien  bilden im spieltheoretischen Sinne das Fundament für erfolgreiche strategische Züge, da sie die Spieler an ihre eigenen Äußerungen und Handlungen binden und somit einen möglichen Sinneswandel oder Rückzug beschränken bzw. unmöglich machen. Zu den wichtigsten Strategien gehört die Selbstbindung an sich und deren Glaubwürdigkeit, die insbesondere durch Reputation und schriftliche Verträge verstärkt bzw. gefestigt werden kann.